# Neusalza-Spremberg
Neusalza-Spremberg là một đô thị huyện Görlitz, trong bang tự do Sachsen, nước Đức. Đô thị Neusalza-Spremberg có diện tích 23,89 km², dân số thời điểm ngày 31 tháng 12 năm 2006 là 3804 người. Đô thị này nằm ở biên giới với Cộng hòa Séc, bên sông Spree, 6 km về phía tây bắc Ebersbach, và 17 km về phía đông nam Bautzen.